# Route nationale 845
Pour les articles homonymes, voir Route 845 et 845 (nombre).
La route nationale 845 ou RN 845 était une route nationale française reliant Barchetta à Nocario. . Elle a connu deux tracés différents entre Barchetta et le col de Saint-Antoine. Le tracé originel passait par la vallée du Casacconi et Acquatella. Le 15 juillet 1952, un nouveau tracé, plus long mais en meilleur état, était établi par Campile. À la suite de la réforme de 1972, elle a été déclassée en RD 515 à l'exception de la courte section entre Barchetta et le pont sur le Golo qui, comme l'ancien itinéraire par Acquatella, a été renumérotée D 15.

## Ancien tracé de Barchetta à Nocario par Campile (D 15 & 515)
- Barchetta (Commune de Volpajola) 42° 30′ 27,08″ N, 9° 22′ 19,29″ E D 15, D 515
- Barchetta (Commune de Campile) 42° 30′ 22,48″ N, 9° 22′ 23,15″ E
- Campile 42° 29′ 31,39″ N, 9° 21′ 18,03″ E
- Crocicchia 42° 28′ 07,76″ N, 9° 21′ 08,45″ E
- Ortiporio 42° 27′ 26,81″ N, 9° 20′ 38,71″ E
- Col de Saint-Antoine
- Giocatojo 42° 26′ 37,54″ N, 9° 20′ 56,25″ E
- La Porta 42° 25′ 22,99″ N, 9° 21′ 09,8″ E
- Croce 42° 24′ 47,83″ N, 9° 21′ 49,94″ E
- Nocario 42° 24′ 05,04″ N, 9° 21′ 03,22″ E